# Палац графа Мордвинова
Палац графа Мордвинова — палац у Ялті, збудований у маєтку «Хороша пустка» в 1900—1903 роки Оскаром Вегенером за проєктом архітектора Федора Нагеля для графа Олександра Мордвінова. Пам'ятник містобудування та архітектури регіонального значення.

## Палац
Маєток, біля якого побудований палац, було надано графу Миколі Мордвинову Катериною II за особливі заслуги перед Батьківщиною ще 1794 року, але адмірал обмежився лише влаштуванням садів і виноградників на пустирі, з будівель тих часів відомо лише дачі на пристані. Існує версія, що дізнавшись про високі врожаї на ялтинській плантації, Мордвінов вигукнув «Хороша пустка!» і ця назва закріпилася за маєтком. Згодом сади перетворилися на парк, відкритий 1870 року онуком адмірала Олександром Олександровичем старшим для відвідування.
1898 року правнук першого власника маєтку Олександр Олександрович Мордвінов запросив до Ялти з Петербурга відомого інженера та архітектора Федора Нагеля, який зробив детальний проєкт майбутньої будівлі. З невідомої причини втілювати його він відмовився і для будівництва палацу був запрошений інший відомий ялтинський архітектор Оскар Вегенер. Будівництво почалося 1900 року та у 1903 році було завершено. Палац побудований з місцевих матеріалів: гурзуфського пісковика та ялтинського вапняку сірих та зелених відтінків. Двоповерховий палац, з цокольним поверхом і підвалами, загальною площею трохи більше 2000 м², спорудили в стилі італійського відродження з безліччю колон, арок, різьблених балконів і карнизів, виконаних з мармуру та цінних порід дерева, широких кам'яних сходів, що ведуть до входів. У самому палаці було 79 кімнат, усередині все було оздоблено з розкішшю: у залах присутні колони та арочні склепіння, багато камінів, стіни прикрашені ліпниною, мозаїкою, альфрейним розписом. У будинку були різні дворові будівлі, палац оточував розкішний парк.
Під час Першої світової війни власник маєтку Олександр Мордвінов перебував при російському військовому аташе у Франції і після більшовицького перевороту до Росії не повертався.

## Галерея

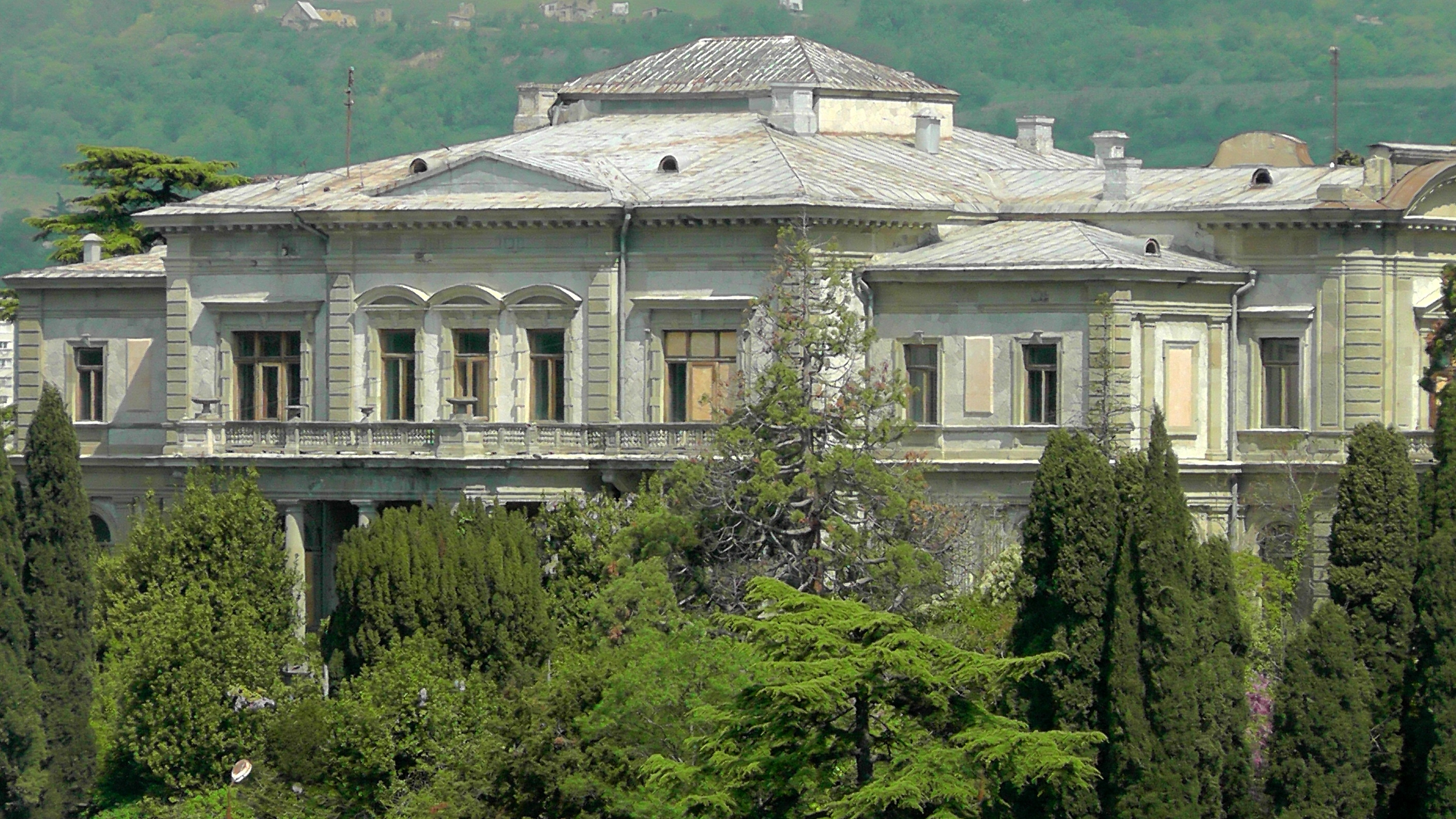
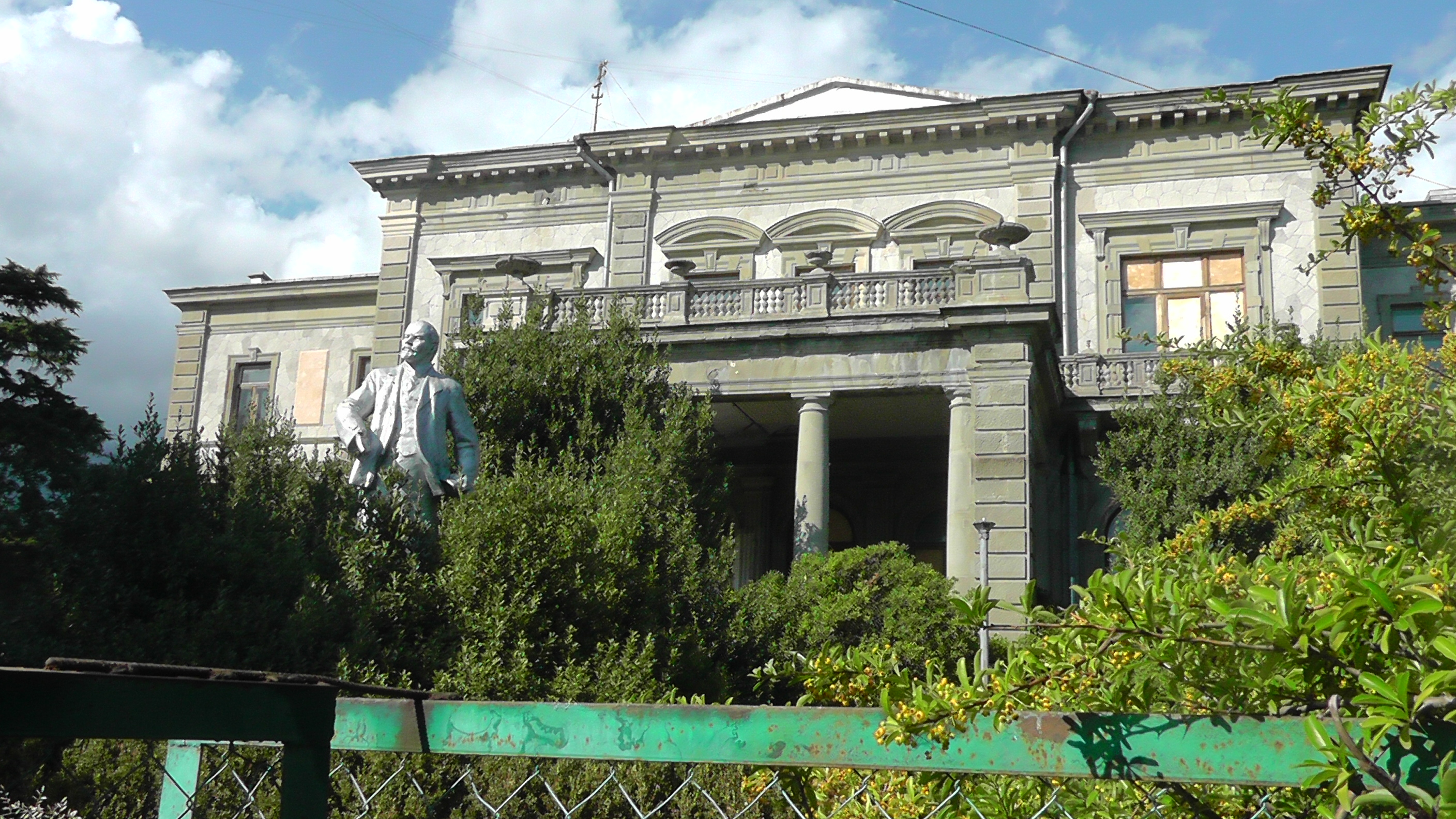
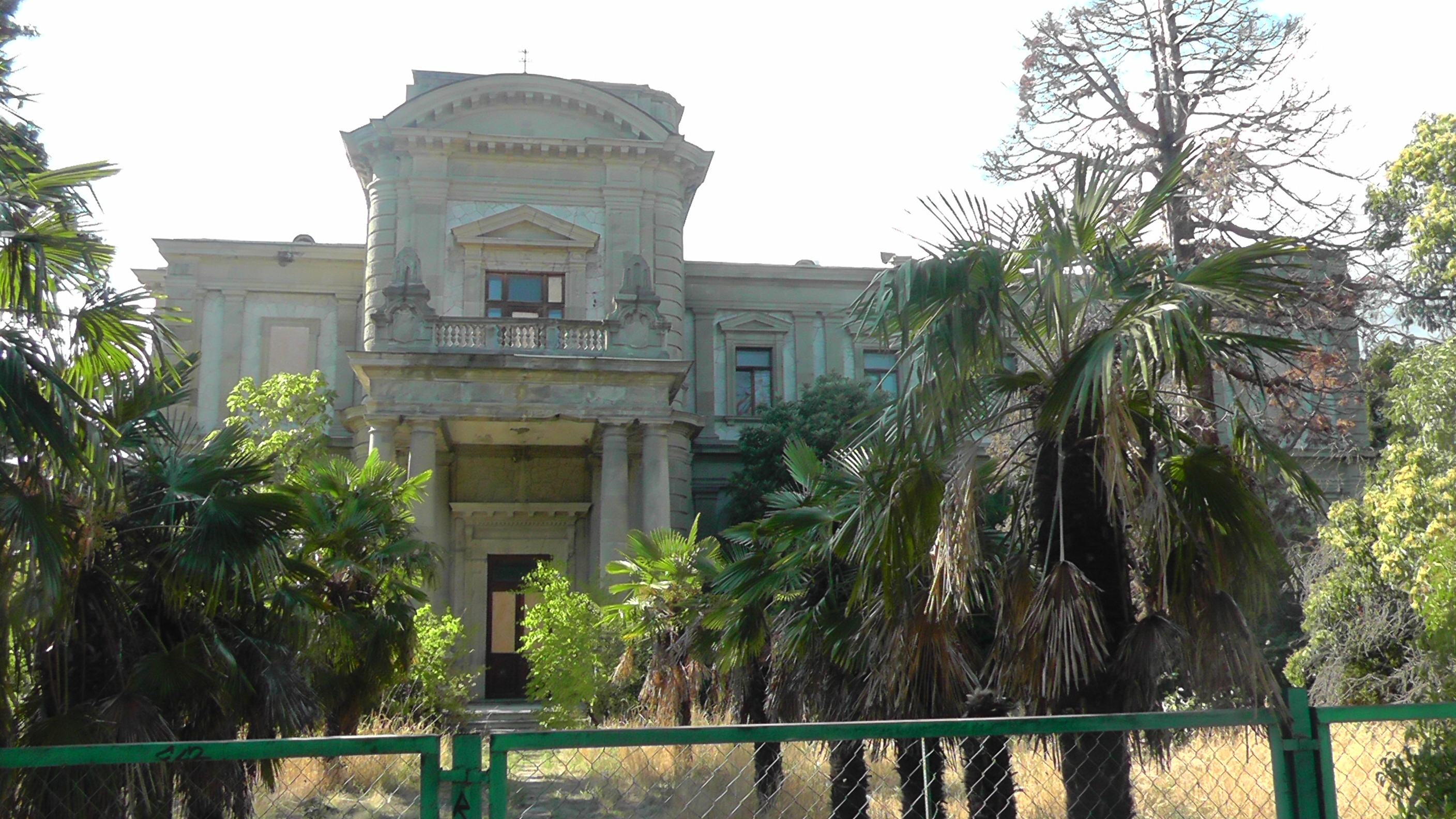
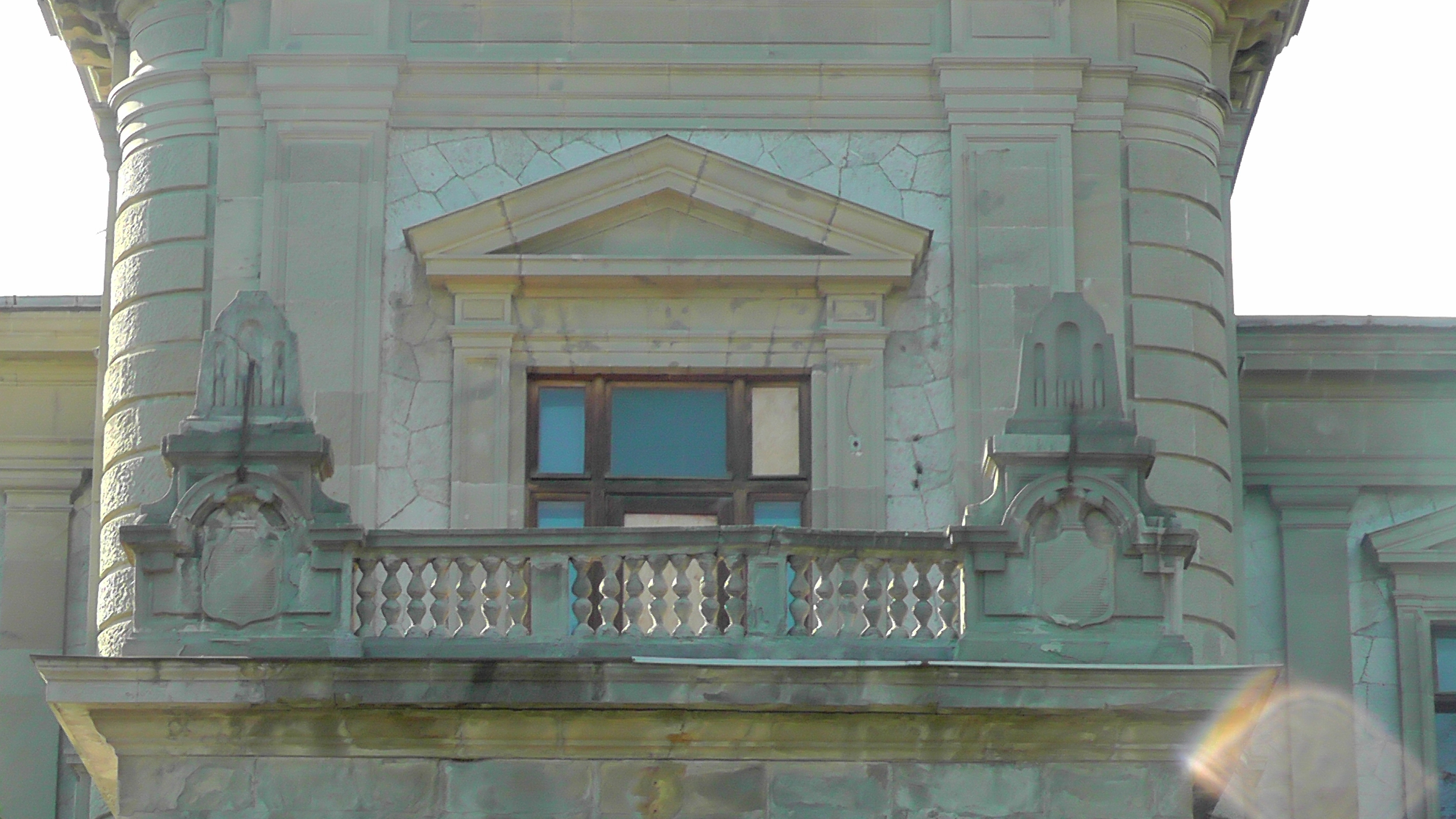
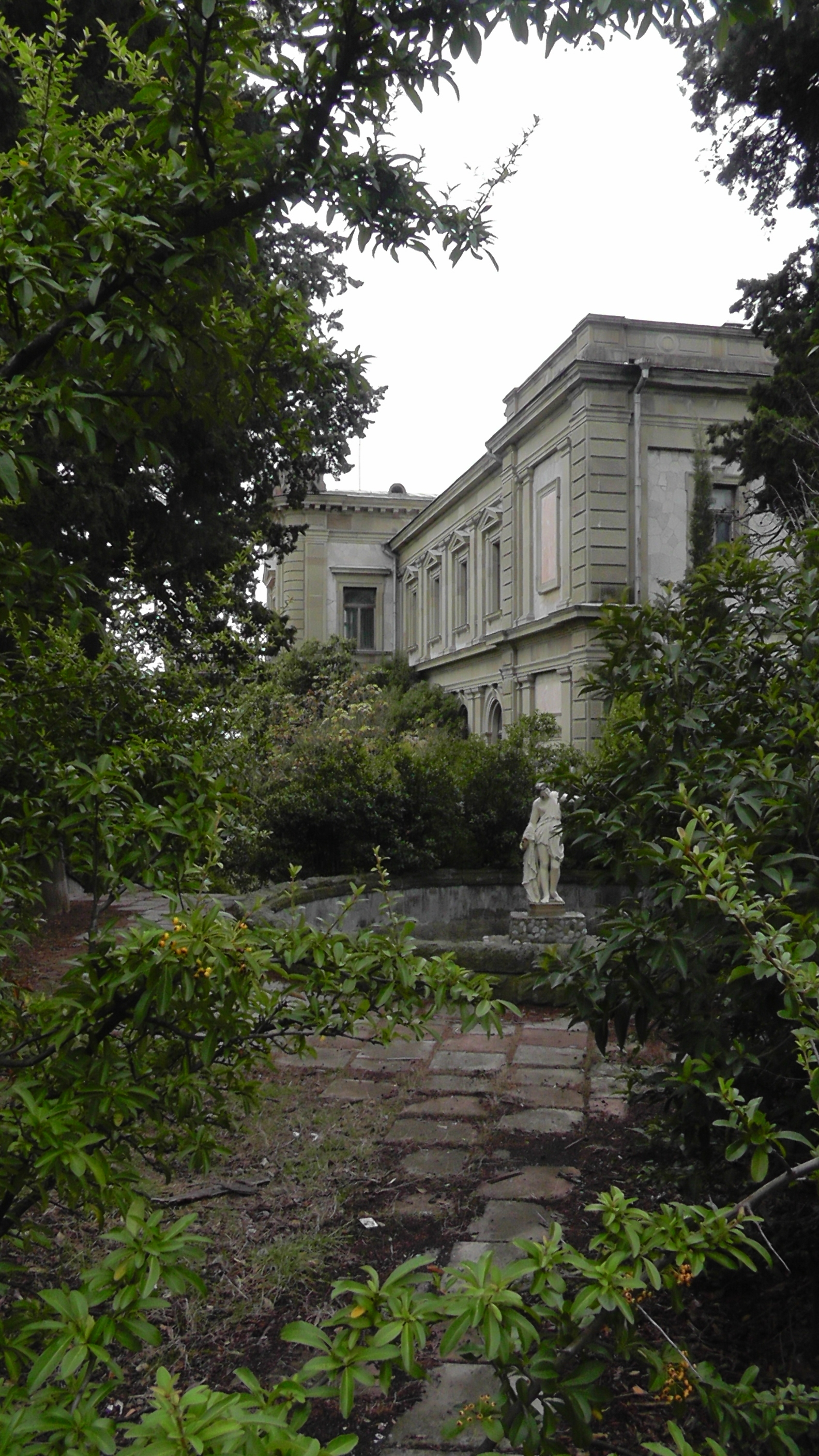
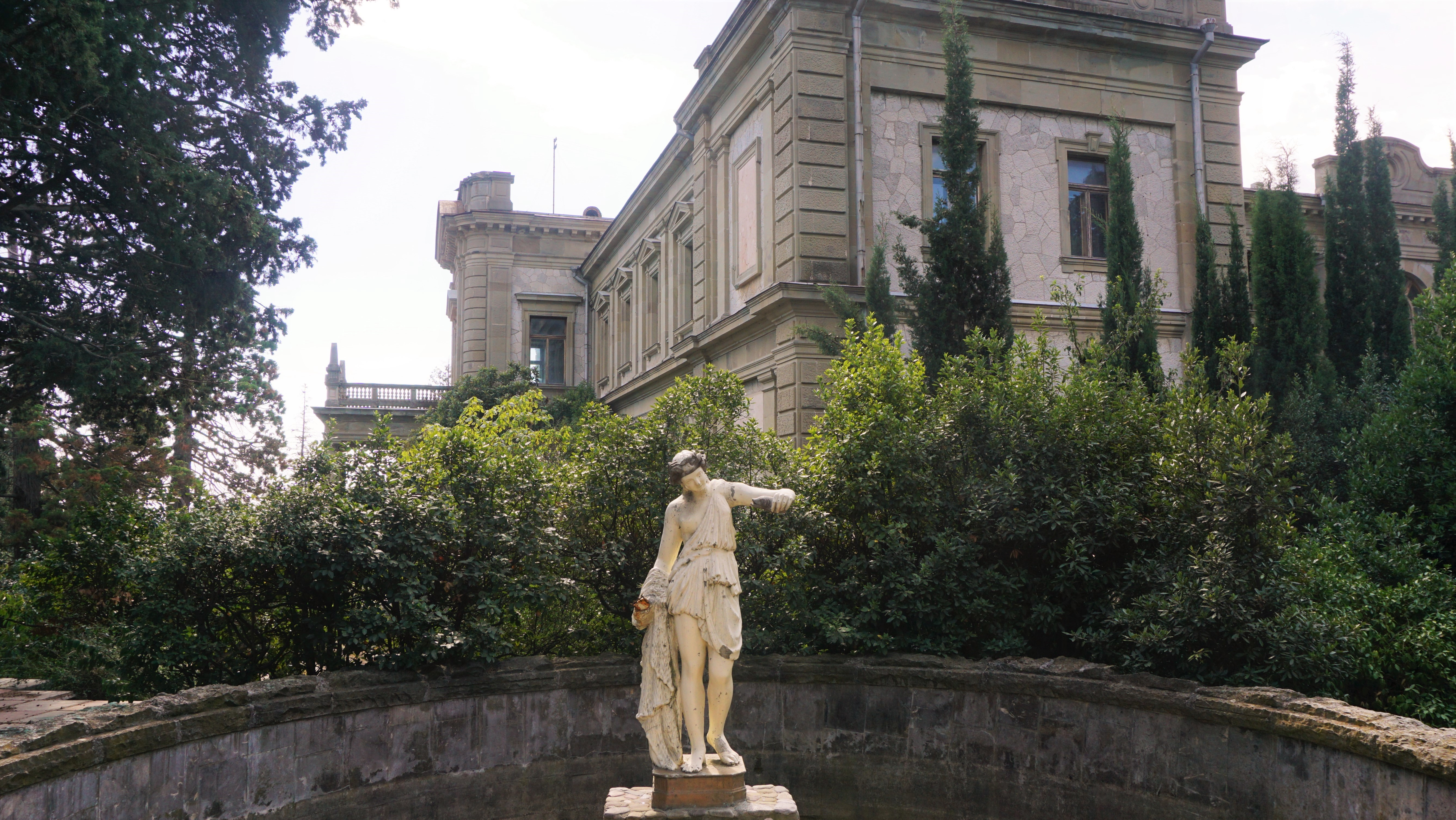
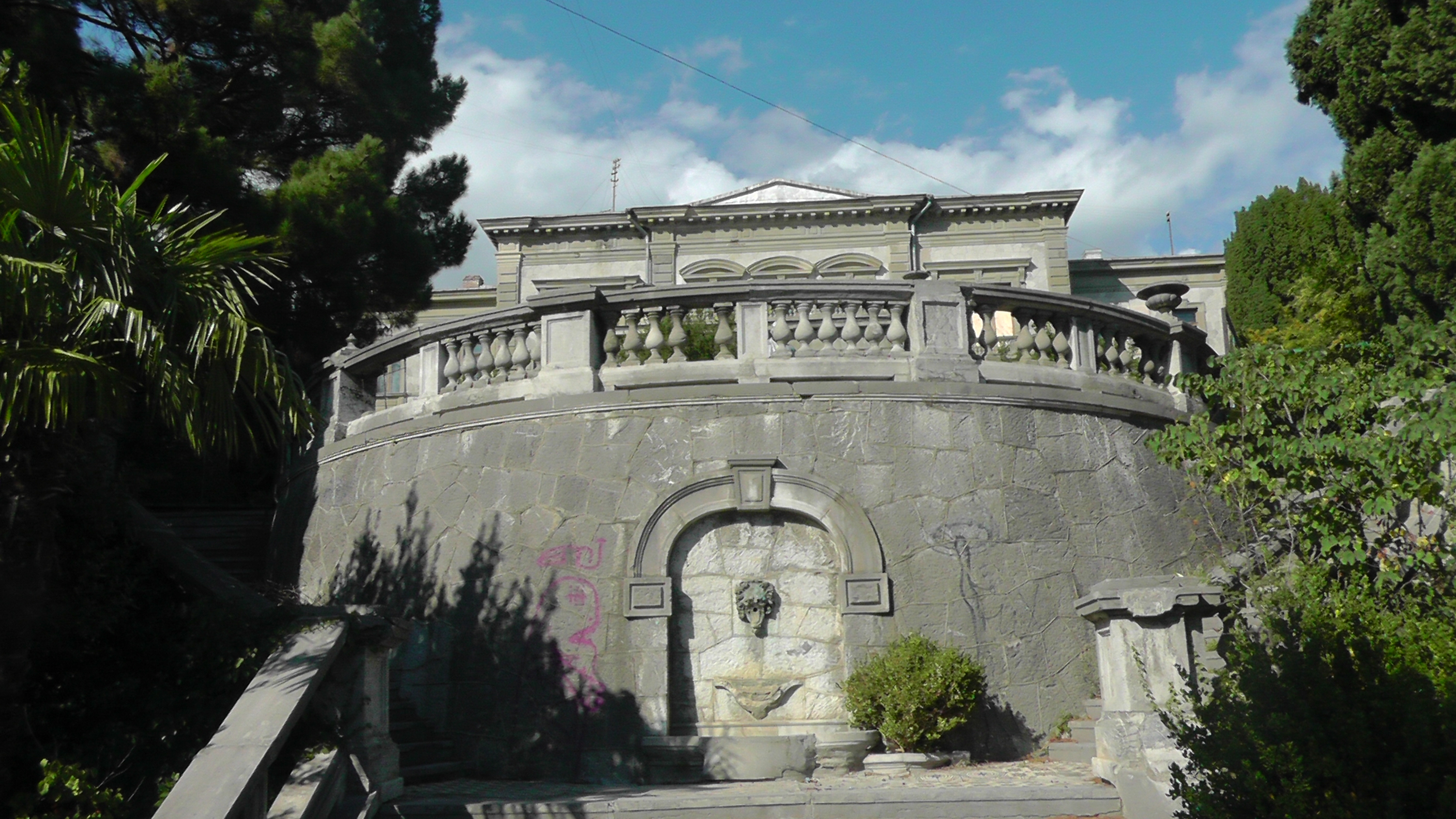

## Після більшовицької окупації
16 грудня 1920 року наказом голови Революційного комітету Криму було вилучено «з приватного володіння як різних відомств, так і приватних осіб усі маєтки Південного берега Криму в районі від Судака до Севастополя включно». У будинку Мордвінових спочатку було влаштовано госпіталь, 1927 року перетворений на санаторій для співробітників Наркомату ВМФ, 1932 року — відділення Гурзуфського військового санаторію, а 1934 року — Ялтинський військовий санаторій № 1 РККА, згодом Центральний. Після війни в будівлі розміщувався лікувальний корпус та приймальне відділення санаторію Ленінградського військового округу.
У 2000 році маєток «Хороша пустка» та палац Мордвінових стали «Центральним військовим санаторієм „Ялтинський“» Міністерства оборони України. У 2010 році палац був виставлений керівництвом Ялти на продаж за 22 000 000 $, але, судячи з того, що на 2022 рік маєток, як і раніше, знаходився в міській власності, покупців не знайшлося. Парк маєтку та палац дуже запущені та потребують відновлення та ремонту.